# Gurvanbulag
Gurvanbulag (mongol: Гурванбулаг) és un sum (districte) de la província de Bulgan al nord de Mongòlia. L'any 2009 tenia 3.119 habitants.